# Liste des édifices labellisés « Patrimoine du XXe siècle » de Valence
La liste des édifices labellisés « Patrimoine du xxe siècle » de Valence recense les édifices ayant reçu le label « Patrimoine du xxe siècle » dans la ville de Valence dans la Drôme en France. Au 27 mai 2013, ils sont au nombre de onze.

## Liste
| Monument                                               | Adresse | Coordonnées                      | Notice | Protection        | Date         | Illustration               |
| ------------------------------------------------------ | ------- | -------------------------------- | ------ | ----------------- | ------------ | -------------------------- |
| Palais consulaire (chambre de commerce)                |         | à géolocaliser                   |        |                   | 10 mars 2003 | Image manquante Téléverser |
| Immeuble dit Le Lycée                                  |         | à géolocaliser                   |        |                   | 10 mars 2003 | Image manquante Téléverser |
| Château d'eau                                          |         | à géolocaliser                   |        |                   | 10 mars 2003 | Image manquante Téléverser |
| Cité dite La Grande Maison                             |         | à géolocaliser                   |        |                   | 10 mars 2003 | Image manquante Téléverser |
| Siège social du Crédit Agricole                        |         | à géolocaliser                   |        |                   | 10 mars 2003 | Image manquante Téléverser |
| Villa Cessieux                                         |         | à géolocaliser                   |        |                   | 10 mars 2003 | Image manquante Téléverser |
| Quartier Belle Image                                   |         | à géolocaliser                   |        |                   | 10 mars 2003 | Image manquante Téléverser |
| Station-service Relais du Sud                          |         | 44° 54′ 47″ nord, 4° 53′ 04″ est |        |                   | 10 mars 2003 | Image manquante Téléverser |
| Domaine de Valensolles                                 |         | 44° 55′ 02″ nord, 4° 52′ 53″ est |        | Inscrit MH (2007) | 10 mars 2003 | Image manquante Téléverser |
| Ancien clos Genest : villa des Cigales et villa Margot |         | 44° 55′ 27″ nord, 4° 54′ 06″ est |        | Inscrit MH (1997) | 10 mars 2003 | Image manquante Téléverser |
| Hôtel du département de la Drôme                       |         | à géolocaliser                   |        |                   | 10 mars 2003 | Image manquante Téléverser |

## Source
- [PDF] « Label patrimoine du XXe siècle Région Rhône-Alpes », sur culturecommunication.gouv.fr, 27 mai 2013